# Félix Llimós
Félix Llimós Chalamanch (Barcelona, España, 22 de noviembre de 1916 — Vilassar de Mar, España, 2 de mayo de 1983) fue un exfutbolista español que se desempeñaba como centrocampista.

## Clubes
| Club              | País   | Año     |
| ----------------- | ------ | ------- |
| U. E. Sant Andreu | España | 1936-39 |
| R. C. D. Español  | España | 1939-50 |